# Arrondissement Le Havre
Arrondissement Le Havre (fr. Arrondissement du Havre) je správní územní jednotka ležící v departementu Seine-Maritime a regionu Normandie ve Francii. Člení se dále na 20 kantonů a 176 obcí.

## Kantony
- Bolbec
- Criquetot-l'Esneval
- Fauville-en-Caux
- Fécamp
- Goderville
- Gonfreville-l'Orcher
- Le Havre-1
- Le Havre-2
- Le Havre-3
- Le Havre-4
- Le Havre-5
- Le Havre-6
- Le Havre-7
- Le Havre-8
- Le Havre-9
- Lillebonne
- Montivilliers
- Ourville-en-Caux
- Saint-Romain-de-Colbosc
- Valmont